# Mezquita de Zunzagi
La mezquita de Zunzagi (en georgiano: ზუნდაგის მეჩეთი) es una mezquita congregacional ubicada en el pueblo de Zunzagi, parte del municipio de Keda de Ayaria, Georgia. La restauración de la mezquita, construida por el maestro laz Kabaz Ahmed y la gente del pueblo en la década de 1860, comenzó en 2015. La mezquita no tiene minarete. Está inscrita en la lista de Monumentos culturales inamovibles de importancia nacional de Georgia.
El complejo del patio amurallado de la mezquita también incluye un cementerio (con los restos de varias lápidas del siglo XIX) y los restos de un abrevadero de piedra, posiblemente una fuente de abluciones.